# Åbytorp
Åbytorp – miejscowość (tätort) w Szwecji, w regionie administracyjnym (län) Örebro, w gminie Kumla.
Według danych Szwedzkiego Urzędu Statystycznego liczba ludności wyniosła: 811 (31 grudnia 2015), 819 (31 grudnia 2018) i 824 (31 grudnia 2019).